# Mouvement Réformateur
Reformrörelsen (fr: Mouvement Réformateur, MR) är ett liberalt politiskt parti i Belgien, grundat 2002. Partiet är medlem i Alliansen liberaler och demokrater för Europa (ALDE) och dess Europaparlamentariker ingår i Gruppen Förnya Europa (RE-gruppen). Partiet har både sin verksamhet och sitt stöd i den franskspråkiga gemenskapen i landet. Dess flamländska motsvarighet är Öppna VLD.

## Partiledare
- 2002–2003: Daniel Ducarme
- 2003–2004: Antoine Duquesne
- 2004–2011: Didier Reynders
- 2011–2014: Charles Michel
- 2014–2019: Olivier Chastel
- 2019: Charles Michel
- 2019–: Georges-Louis Bouchez